# Le Chemin de la falaise
 (février 2022).
Le Chemin de la falaise (The Lonesome Road) est un roman policier écrit par la romancière britannique Patricia Wentworth en 1939. Il est paru en France aux éditions Édimail, dans la collection Nuit, en 1986, dans une traduction d'Anne-Marie Carrière avant d'être repris aux éditions 10/18 dans la collection « Grands Détectives » no 2450 en 1994.

## Résumé
Dès que Rachel Treherne arrive à Montague Mansions, Maud Silver, détective très douée, sent bien que cette jeune femme est troublée. Quand celle-ci lui annonce qu'une personne veut la tuer, Miss Silver délaisse son tricot et s'attelle à la tâche ardue qui l'attend : élucider un crime qui n'a pas encore été commis.